# Горлебен
Горлебен (нем. Gorleben) — община в Германии, в земле Нижняя Саксония. 
Входит в состав района Люхов-Данненберг. Подчиняется управлению Гартов.  Население составляет 642 человека (на 31 декабря 2010 года). Занимает площадь 21,25 км².
Коммуна подразделяется на 2 сельских округа.

## История
Первое упоминание о Горлебене датируется 1360 годом в документах владения Данненберг. В поселении находилось укрепление. Название города происходит  от славянского корня "гора", суффикс "лебен" означает наследное владение.

## Хранилище ядерных отходов

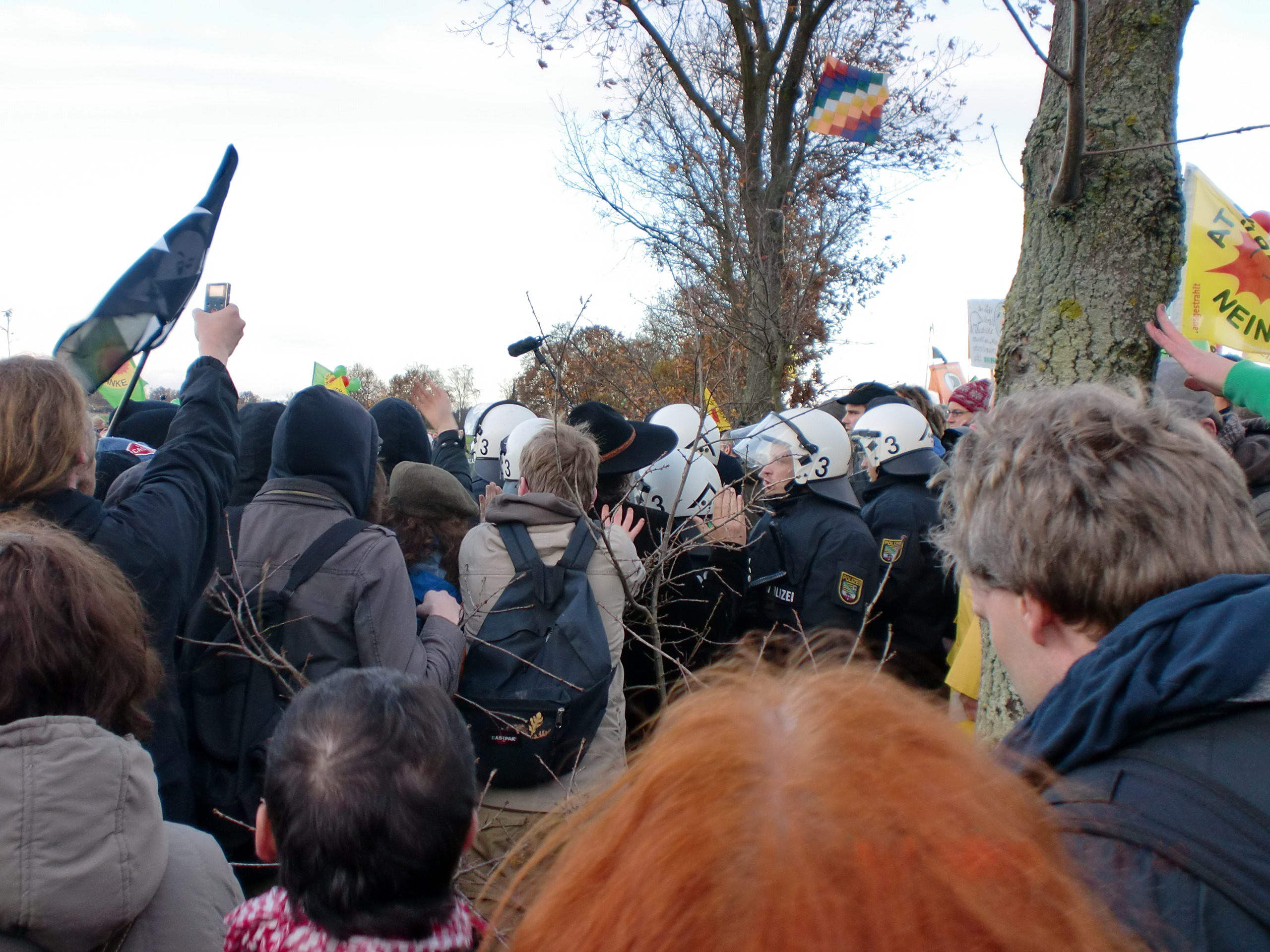
Демонстрация протеста против тренспортировки и хранения ядерных отходов в Германии

Планируется в окрестности Горлебена организовать единое общегерманское хранилище ядерных отходов. Для этого предполагается глубокое геологическое захоронение. Уже сейчас там имеется временное хранилище. Проблема обсуждается много лет и вызывает также резкие протесты.
Радиоактивные отходы с АЭС поступают во Францию на переработку, а остатки направляются в место окончательного захоронения. Сейчас в лесу около двух километров к юго-востоку расположено четыре больших установки - временное хранилище для контейнеров с сухими радиоактивными остатками, хранилище для тепловыделяющих отходов, установки для хранения витрифицированных отходов в подземной соляной полости, которая готовится для глубокого захоронения.

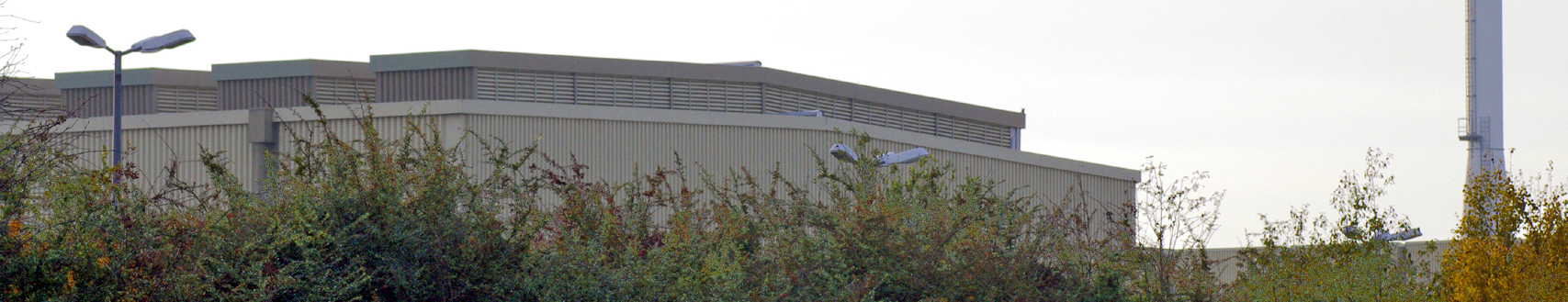
Горлебенский контейнерный склад для сильно радиоактивных отходов

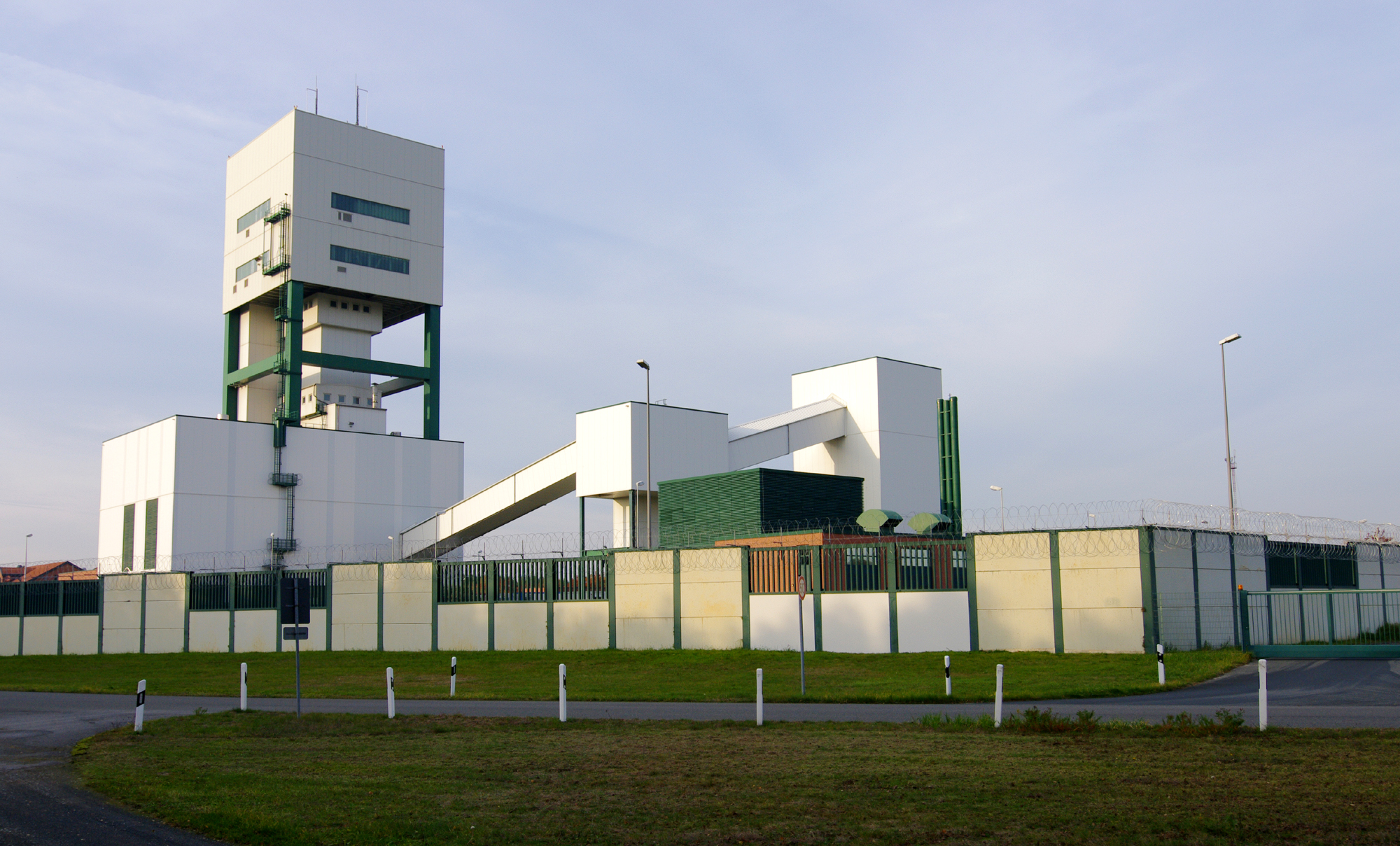
Горлебенская разработка шахты для будущего хранения сильнорадиоактивных отходов

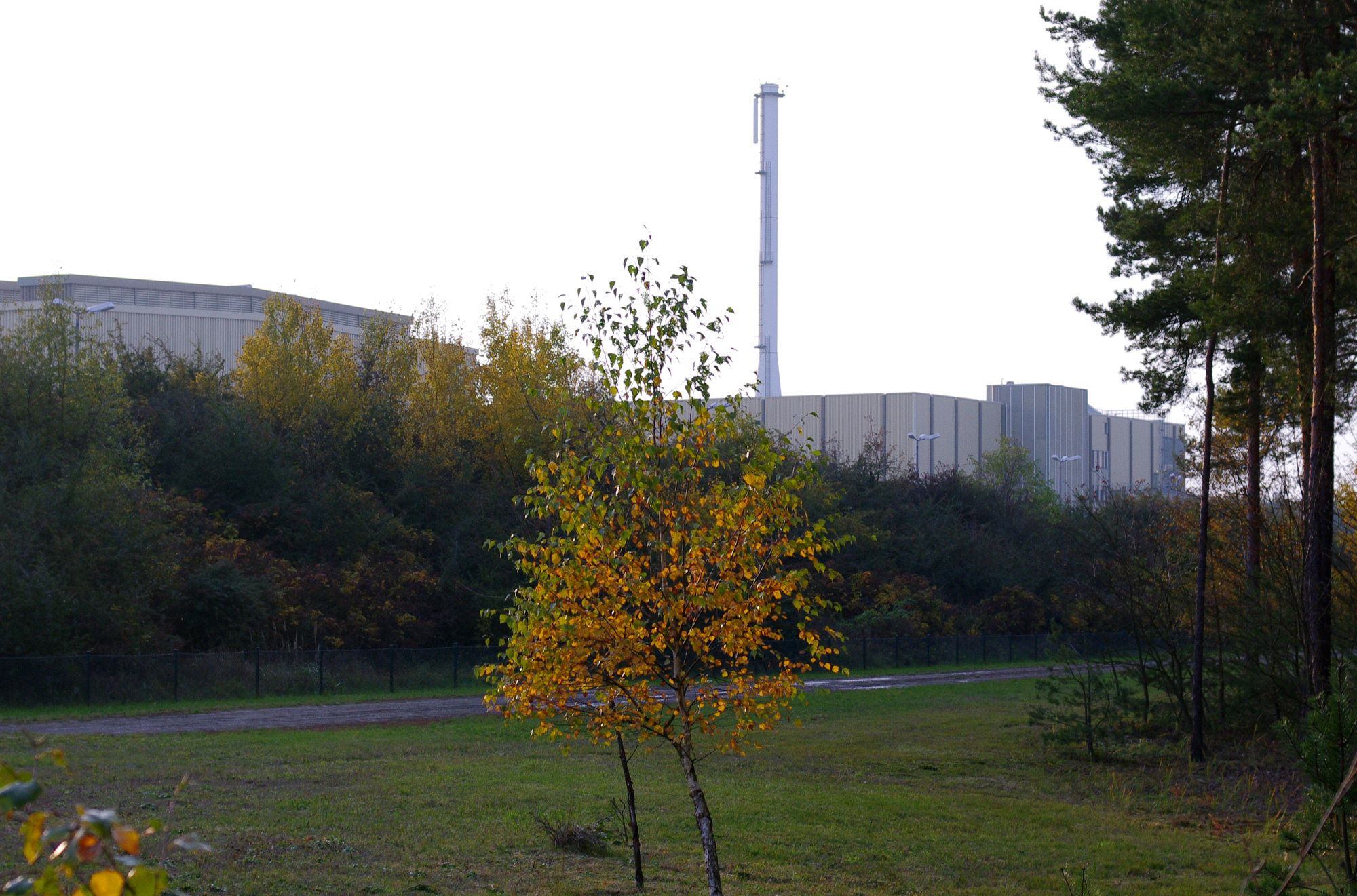
Пилот-установка для глубинного хранения